# Roger Dudant
 (septembre 2014).
Si vous disposez d'ouvrages ou d'articles de référence ou si vous connaissez des sites web de qualité traitant du thème abordé ici, merci de compléter l'article en donnant les références utiles à sa vérifiabilité et en les liant à la section « Notes et références ».
Roger Dudant (10 mars 1929 à Laplaigne - 4 mai 2008 à Péruwelz,,) est un peintre, dessinateur, aquarelliste, créateur de tapisseries et de peintures murales belge. Il pratique un paysagisme [Quoi ?] plus ou moins informel ou figuratif se mouvant aux frontières de l'abstraction. 
Ses œuvres, pratiquement monochromes, regorgent de gris et de beiges et évoquent des sites généralement déserts : des plages grises sous un ciel d'hiver, des marécages silencieux sous la brume, des lignes de chemin de fer, des sites industriels mais surtout des villes tentaculaires qui se dissolvent dans la grisaille de l'aube ou le crépuscule d'un jour sans lendemain.

## Biographie
Sous la direction de Victor Noël et d'Émile Salkin, il suit les cours de l'Académie des beaux-arts et des arts décoratifs (ABA) de la ville de Tournai (1944-1949) et, sous la direction de Paul Delvaux, les cours de peinture monumentale de l'École nationale supérieure d'architecture et des arts visuels (ENSAAV) de La Cambre (Bruxelles). Il expose régulièrement en Belgique et à l'étranger et se distingue à plusieurs reprises, remportant notamment le prix Jeune Peinture belge en 1954 et le prix du Hainaut en 1956.
À la faveur du courant abstrait des années 1950-1960, il s'éloigne de plus en plus de ses repères figuratifs tout en demeurant fidèle aux brumes mélancoliques de son enfance. Il est en 1964 un des fondateurs du groupe Hainaut cinq avec Zéphir Busine, Gustave Camus, Jean Pigeon[Qui ?] et Jean Ransy, plus deux membres associés : George Grard et Erwin Marckowiak[réf. nécessaire].
« c'est le paysage industriel qui l'inspire presque constamment quand ce ne sont pas les gares, les bois, les terrains vagues ou les maigres broussailles des banlieues disgraciées. Par la rigueur de ses architectures et la sobre noblesse de ses couleurs, Roger Dudant confère cependant à toutes ses toiles une dignité et une poésie qui dépassent largement la description du réel. »

## Œuvres
Ses tableaux se réduisent à des épures entre ciel et terre, traversées de lignes horizontales et verticales, tantôt fines, tantôt plus grosses, baignées de brumes et de halos qui en accentuent le mystère et la transcendance. Il réussit à conjuguer l'ordonnance des lignes avec la fluidité de l'atmosphère dans des jeux d'ombre et de lumière qui confèrent à ses toiles une poésie musicale.
Dans les années 1970, il participe au Groupe des recherches visuelles qui organise quelques manifestations plutôt spectaculaires d'œuvres réalisées selon la technique de l'aluchromie, technique consistant à utiliser des couleurs spéciales appliquées sur des plaques d'aluminium qui subissent une oxydation. Il réalise en 1974 une mosaïque de 9 mètres de long dans l'un des couloirs de la station Parc du métro de Bruxelles. Cette composition présente aux voyageurs des suggestions et références relatives aux constructions, aux chantiers et aux bâtiments et apporte un brin de poésie au monde souterrain bruxellois [Interprétation personnelle ?].

## Muséographie
- État belge
- Métro de Bruxelles, station Parc, Belgique
- Communauté française de Belgique, Bruxelles, Belgique
- Musées royaux des beaux-arts, musée d'art moderne, Bruxelles, Belgique
- Musée royal des beaux-arts, Anvers, Belgique
- Musée communal d'Ixelles, Bruxelles, Belgique
- Musée de l'Art wallon, Liège, Belgique
- Musée des beaux-arts, Tournai, Belgique
- Fondation pour la Tapisserie, Tournai, Belgique
- Musée des beaux-arts, Charleroi, Belgique
- Musée des Beaux-Arts, Mons, Belgique
- Province de Hainaut, Belgique
- Musée des beaux-arts et de Céramique, Verviers, Belgique
- Musée communal d'art actuel (SMAK), Gand, Belgique
- Musée provincial d'art moderne (PMMK), Ostende, Belgique
- Musée des beaux-arts, Courtrai, Belgique
- Banque nationale de Belgique, Bruxelles, Belgique
- Fondation pour l'Art belge contemporain, Bruxelles, Belgique
- Musée de Lugano, Suisse
- Carnegie Museum of Art, Pittsburgh, États-Unis
- Musée de Palm Beach, Floride, États-Unis
- Musée d'art moderne, Sao Paulo, Brésil
- Musée René Magritte- Musée d'Art Abstrait , Bruxelles, Belgique

### Monographies
- F. Maret, Roger Dudant, Monographies pour l'Art Belge, Bruxelles, 1963
- O. Demol, Roger Dudant 35 ans de peinture, catalogue exposition Maison de la Culture, Tournai, 1987
- A. Lamblin, Dudant D'encre Dessin, exposition Maison de la Culture, Tournai, 1998.

### Ouvrages généraux
- M. Eemans, L' art vivant en Belgique, Bruxelles, Meddens, 1972 (OCLC 1261373, présentation en ligne)
- P. Caso, Un siècle de Peinture Wallonne, de Félicien Rops à Paul Delvaux, Rossel, Bruxelles, 1984
- Sous la direction de Serge Goyens de Heusch, XXe siècle, L'Art en Wallonie, Dexia, La Renaissance du Livre, Bruxelles, Tournai, 2001
- Nouvelle biographie nationale, Bruxelles,  Académie royale de Belgique, 2020.  (ISBN 978-2-8031-0746-9), Volume 15, p. 138-140.